# Hortens kommun
Hortens kommun (norska: Horten kommune) (före 2002 Borre kommun) är en kommun i Vestfold fylke i sydöstra Norge. Kommunen gränsar till Holmestrands och Tønsbergs kommuner. I kommunen ligger staden Horten och orterna Kirkebakken (Borre), Nykirke, Åsgårdstrand och Skoppum. 
Kommunen har i öst kustlinje mot Oslofjorden. I kommunen bor cirka 25 000 invånare, merparten i staden Horten (ca. 17 000). De övriga tätorterna: Åsgårdstrand med 3 000 invånare, Kirkebakken (Borre) med 1 000 invånare, Skoppum med 1 500 invånare och Nykirke med 1 000 invånare.
Horten har varit färjehamn för rutten Horten–Moss sedan 1582.

## Kommunnamnet
Vid sammanläggningen av Hortens stadskommun och Borre landskommun 1988 bestämde den norska regeringen efter framställan från fullmäktige att den nya kommunen skulle heta Borre kommun. Ett särskilt parti, Hortenpartiet, bildades för att verka för en namnändring. Man fick igenom sitt krav på en folkomröstning (2001), vilken gav till resultat att 51% av befolkningen ville ändra kommunens namn. Namnändring beslutades av regeringen och genomfördes från 1 juni 2002.

## Administrativ historik
Hortens kommun bildades första gången 1858 genom en utbrytning ur Borre kommun. 1965 slogs Borre kommun samman med Åsgårdstrands kommun och en mindre del av Sems kommun. 1988 återförenades Borre och Hortens kommuner under namnet Borre kommun.
2002 bytte kommunen namn till Hortens kommun efter en folkomröstning.

## Tätorter
I Hortens kommun finns fyra tätorter:
- Horten (centralort)
- Nykirke
- Skoppum
- Åsgårdstrand (del av)

Orten Borre har tidigare räknats som en egen tätort men räknas numera som en del av tätorten Horten.

## Socknar
Inom Norska kyrkan är Hortens kommun indelad i fyra socknar:
- Borre socken
- Hortens socken
- Nykirke socken
- Åsgårdstrands socken

Socknarna ingår i Nord-Jarlsbergs prosteri i Tunsbergs stift.

## Fornminnen
I Hortens kommun ligger gravfältet Borrehögarna.

## Bilder

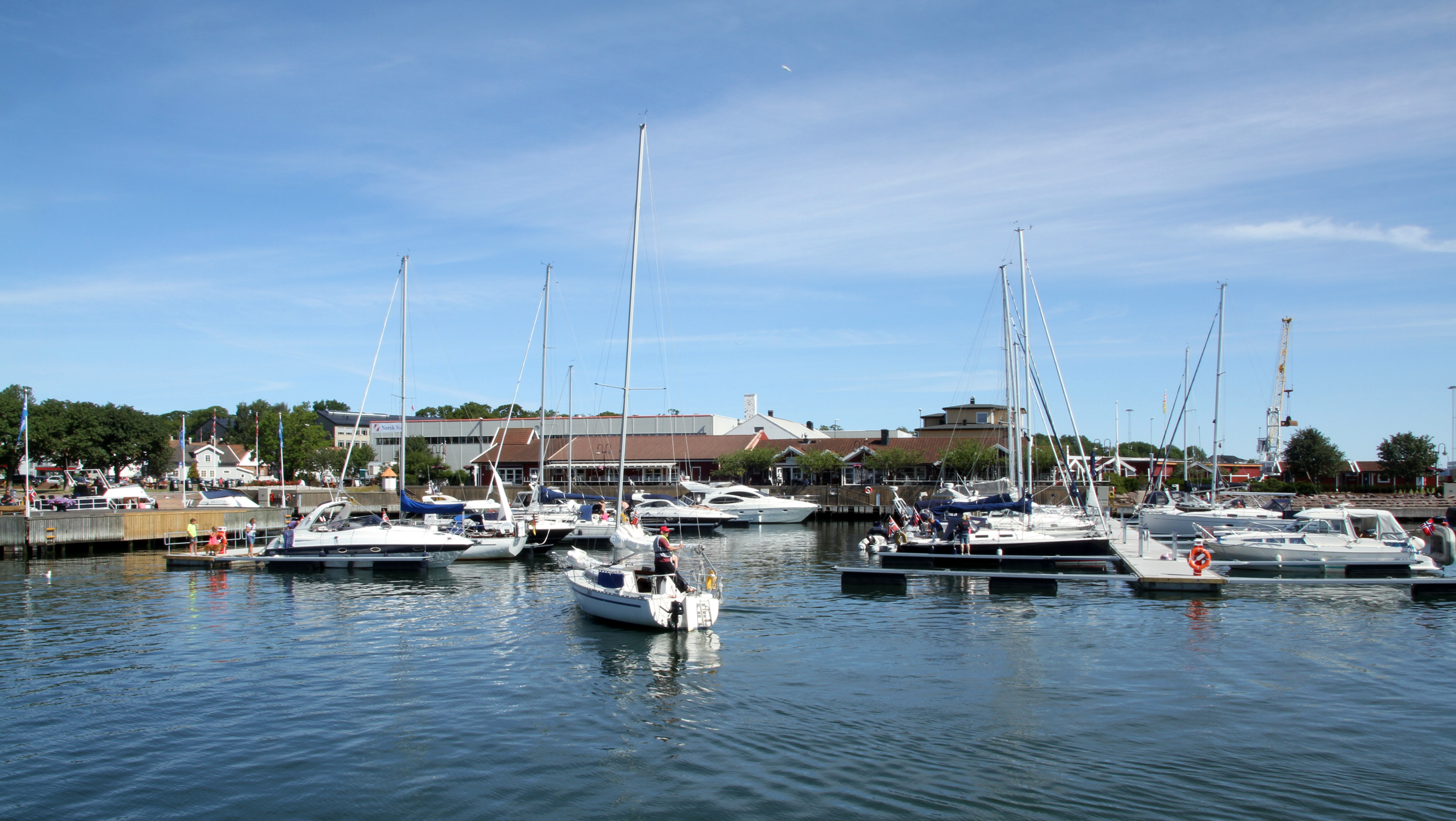
Småbåtshamnen i Horten.
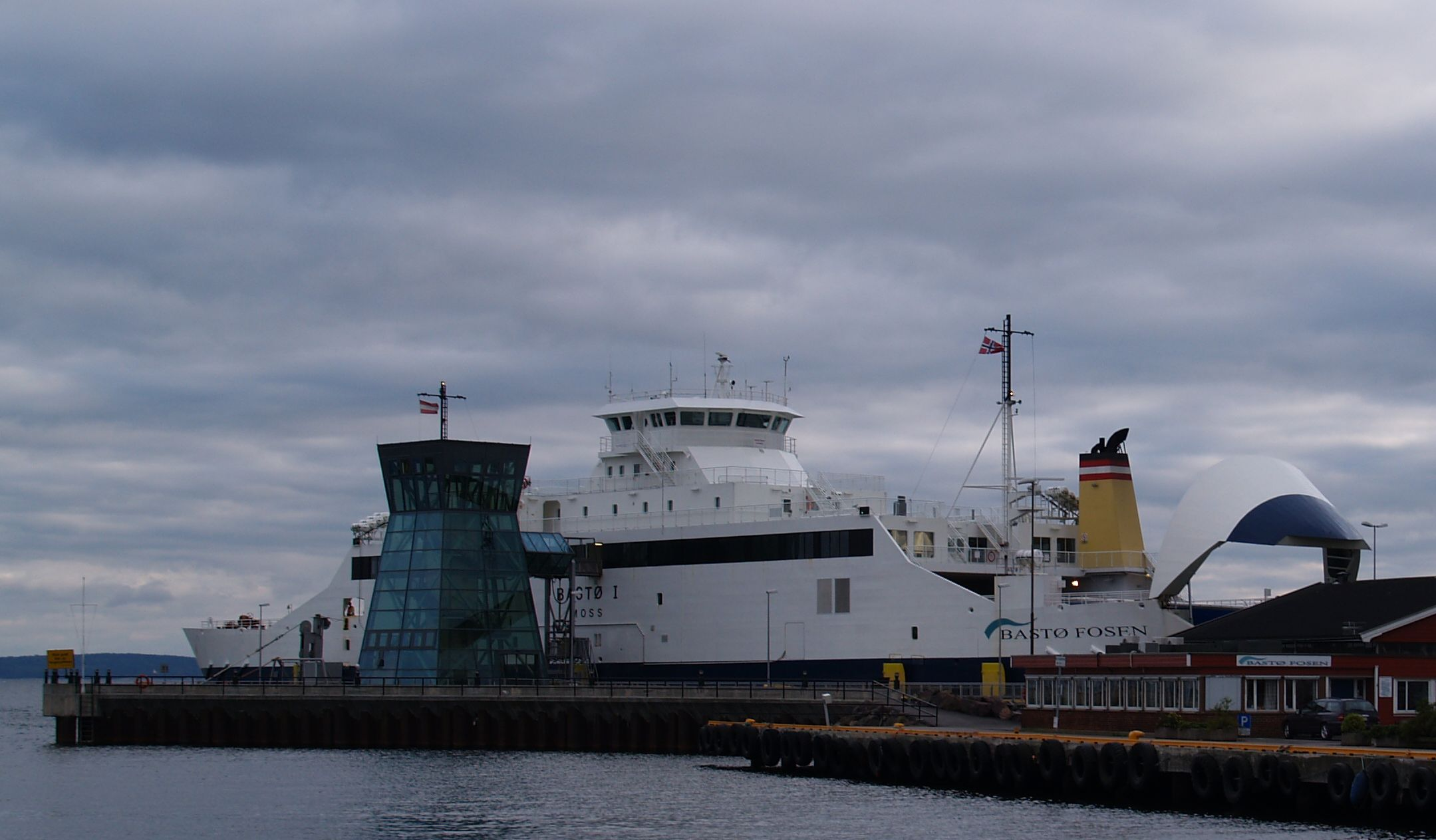
Färjan Bastø 1 (Moss-Horten) i Hortens hamn 2006.
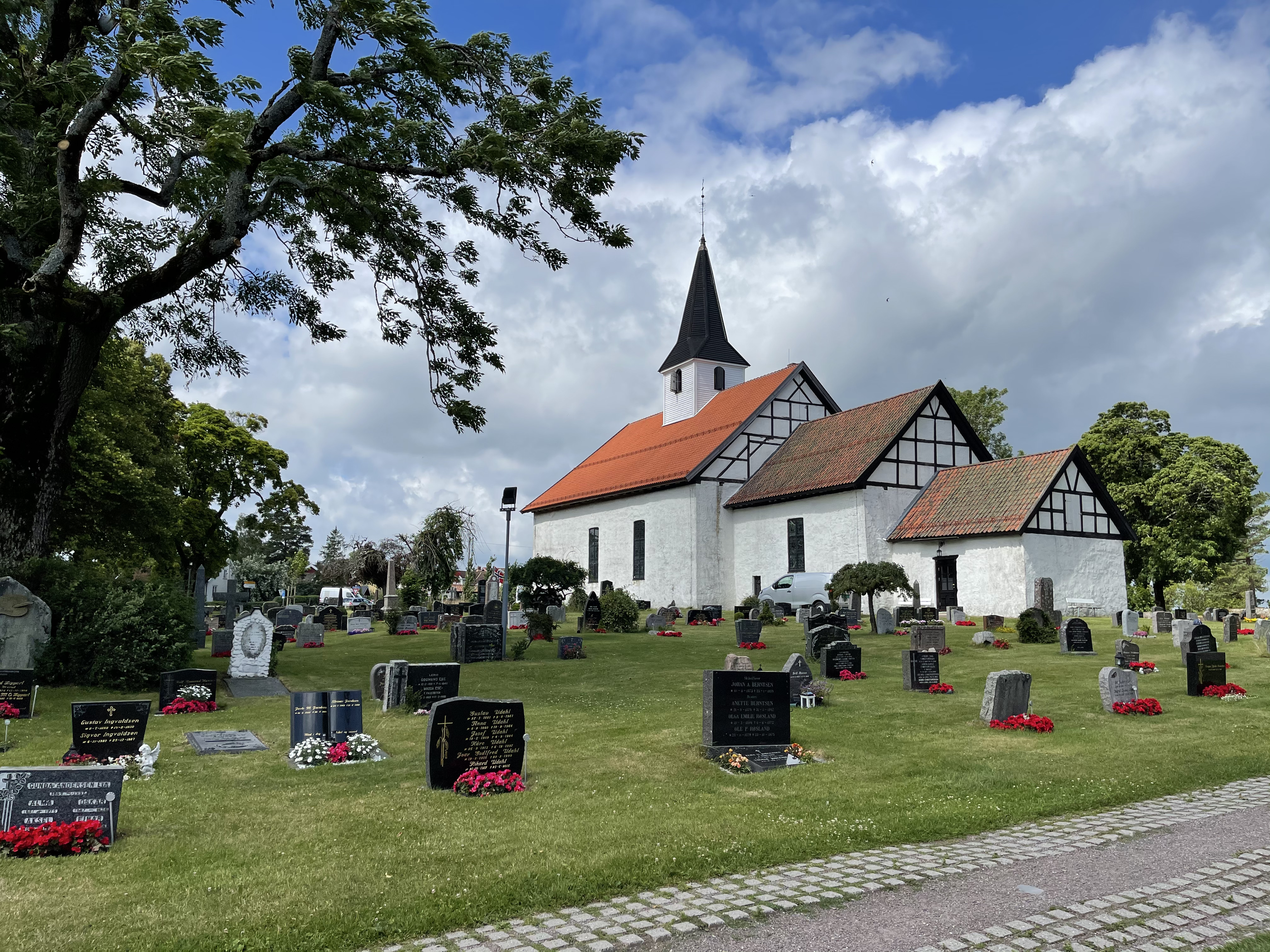
Borre kyrka.
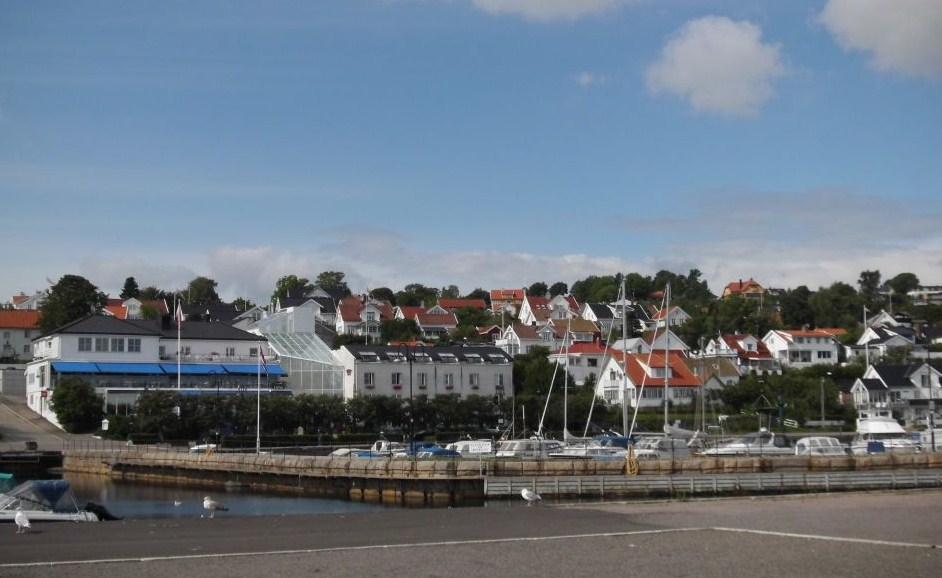
Åsgårdstrand.